# Václav Kratochvíl (archivář)
Václav Kratochvíl (1. dubna 1861 Mlčechvosty – 21. dubna 1919 Mlčechvosty) byl český archivář a historik, otec spisovatele Miloše Václava Kratochvíla.

## Život
Absolvoval historii a filosofii na Filosofické fakultě Univerzity Karlovy v Praze. Český zemský výbor mu zajistil stipendium na práci v archivu ve Vatikánu a Florencii, kde byl v letech 1890–1891. Poté nastoupil do vídeňského státního archivu, kde zůstal až do roku 1918. Tam vedl česko-moravsko-slezské a italské oddělení. Z jeho práce vyniká seznámení českého čtenáře s holandskou archivní teorií (zkrácený překlad archivní příručky publikoval v roce 1907 v ČČH). Krom statí o archivnictví také sbíral materiály pro české dějiny předhusitské a zabýval se královskými registry Ferdinanda I. a předbělohorskou českou kanceláří.

## Dílo
- Stálá archivní rada rakouská. (Poznámky k návrhu zákona panské sněmovny o věcech archivních). Český časopis historický, 1895, s. 41-47.
- K poměru císaře Rudolfa II. k arciknížeti Matyášovi. 1. Dílčí smlouva z r. 1578. 2. Arcikníže Matyáš uchází se u cís. Rudolfa o správu Slezska a zástavu knížetství Opolsko-ratiborského. Český časopis historický, 1899, s. 216-238.
- Hollandská theorie archivní a reforma archivnictví u nás. Český časopis historický, 1907, s. 1-10.